# مکسیم شمبروف
مکسیم شمبروف (انگلیسی: Maksym Shemberev؛ زادهٔ ۲۵ سپتامبر ۱۹۹۳) ورزشکار ورزش شنا اهل جمهوری آذربایجان است.
وی در مسابقات کشوری و بین‌المللی در مجموع برندهٔ ۴ مدال طلا شده‌است.